# Masaru Uchiyama
Masaru Uchiyama (Prefectura de Shizuoka, Japó, 14 d'abril de 1957) és un exfutbolista japonès.

## Selecció japonesa
Masaru Uchiyama va disputar 1 partits amb la selecció japonesa.